# یک شب در میامی…
یک شب در میامی (انگلیسی: One Night in Miami) یک فیلم درام به کارگردانی رجینا کینگ می باشد که در سال 2020 منتشر شده است. این فیلم در مورد ملاقات مالکوم ایکس، محمد علی کلی، جیم براون و سم کوک و جشن قهرمانی محمدعلی کلی با شکست سانی لیستون  می باشد.